# Sympozjarcha
Sympozjarcha (dosł. władca picia) − najczęściej najstarszy z uczestników sympozjonu, który był odpowiedzialny za ustalanie proporcji mieszania wina z wodą, organizowanie rozrywki intelektualnej i porządku w czasie biesiady.